# Katastrofa lotu Indian Airlines 171
Katastrofa lotu Indian Airlines 171 – wydarzyła się 12 października 1976. W jej wyniku Sud Aviation SE-210 Caravelle VI-N należący do linii Indian Airlines rozbił się w Mumbaju, zabijając wszystkie 95 osób na pokładzie.

## Samolot
Maszyną obsługującą lot 171 był Sud Aviation SE-210 Caravelle VI-N (nr rej. VT-DWN) o nazwie Shantidoot i numerze seryjnym 231. Samolot po raz pierwszy wzbił się w powietrze 20 października 1967.

## Przebieg lotu
Maszyna odbywała rutynowy lot z Mumbaju do Ćennaj, początkowo lot miał obsługiwać samolot Boeing, lecz z powodu awarii nastąpiła podmiana na Caravelle. Na pokładzie było 89 pasażerów i 6 członków załogi. Krótko po starcie z pasa 27 załoga zgłosiła awarię silnika numer 2. Załoga niezwłocznie podjęła decyzję o zawróceniu na lotnisko i awaryjnym lądowaniu na pasie 09. Podczas podejścia na około 100 metrach wysokości i 900 metrów od pasa załoga straciła kontrolę nad maszyną, która zaczęła niekontrolowanie opadać i uderzyła o ziemię. Zginęło wszystkie 95 osób na pokładzie.

## Przyczyny
Śledztwo wykazało, że przyczyną utraty kontroli było uszkodzenie przewodów paliwowych przez odłamek dysku sprężarki, w wyniku czego doszło do pożaru i uszkodzenia zbiornika płynu hydraulicznego, co następnie spowodowało utratę ciśnienia w układzie hydraulicznym i opadnięcie sterów pod własnym ciężarem. Wskazano też częściową winę załogi, która nie zamknęła dopływu paliwa do silnika numer 2.